# HUMAN MADE

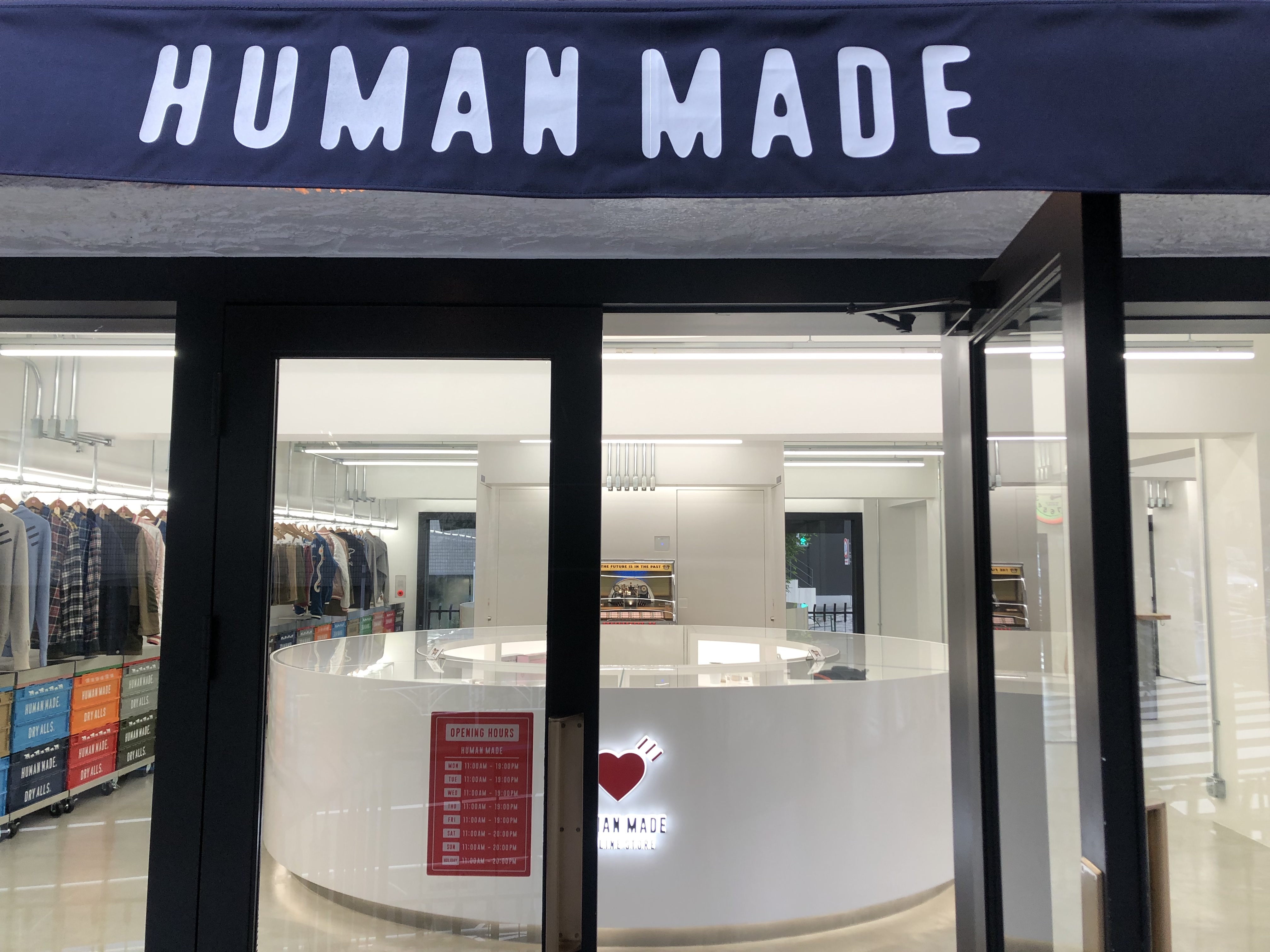
HUMAN MADE オフラインストア 外苑前

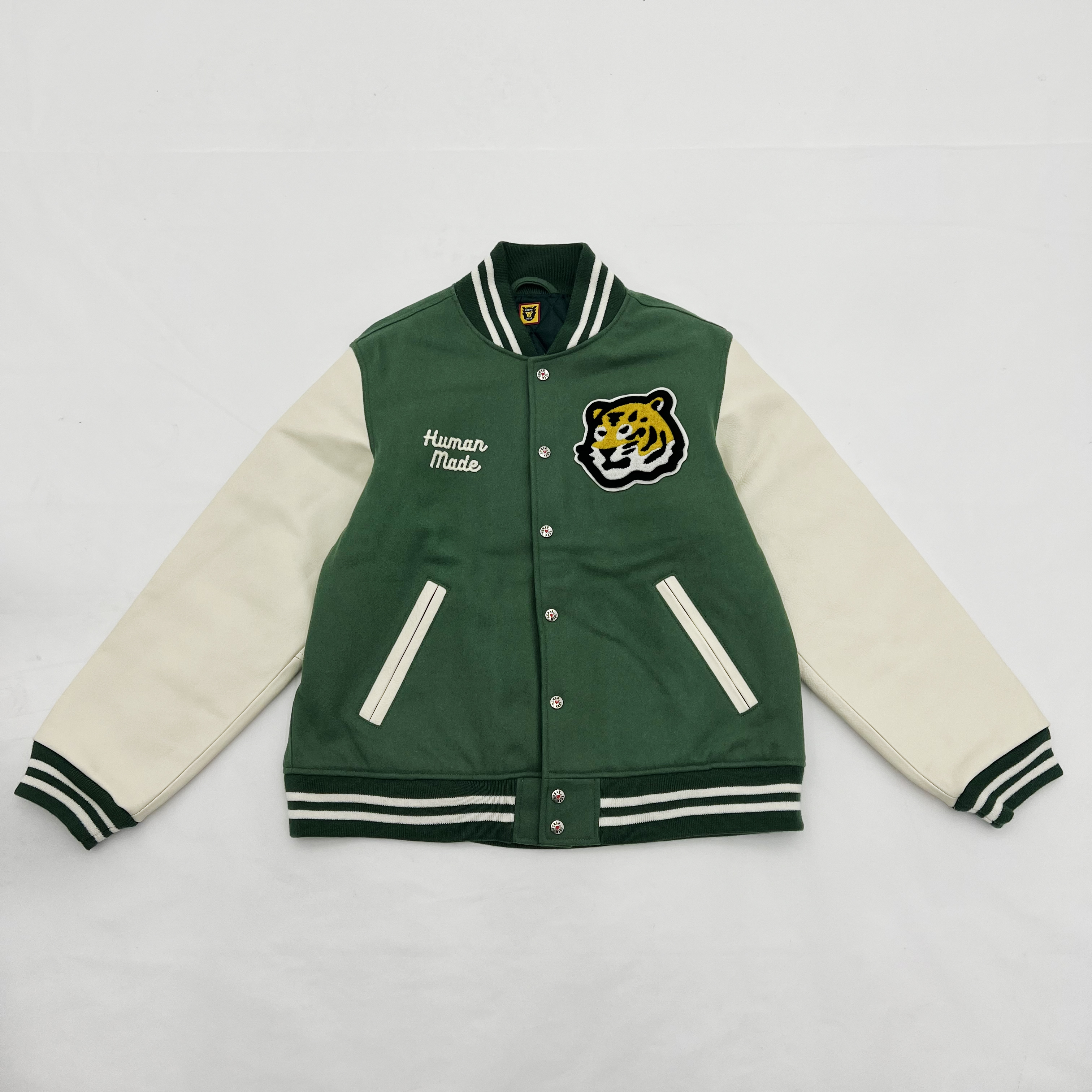
2020年 HUMAN MADE スタジャン

HUMAN MADE（ヒューマンメイド）は、2010年に日本人デザイナーのNIGO®により誕生した “過去と未来の融合” をコンセプトにしたライフスタイルブランド。

## 概要
マルチな才能を発揮するNIGO®が、自身の膨大なヴィンテージコレクションからインスパイアされてデザインしたアイテムは、クラフトマンシップに満ちた妥協のない作りに、世界のストリートに息づく大胆なアイデアや独創的なグラフィックとNIGO®らしいネクストステップのミックス感覚を打ち出している。 さまざまなカルチャーを感じさせるアイテムは、ワーク、ミリタリー、アウトドア、スポーツなどを基軸に、日本が培ってきたものづくりの精神をNIGO®流にアレンジしたラインナップである。NIGO®の幅広い人脈やお互いのリスペクトにより、これまでKAWSやVerdy、Lil Uzi Vert.、Pop Smoke、などのアーティストとのコラボレーションも実現。
他にもコラボレーションとして、adidas originals、BLUE BOTTLE COFFEE、COCA COLA、KFC（ケンタッキーフライドチキン）なども挙げられる。
また、2020年にはNIGO®とLOUIS VUITTONとのコラボレーションで「LV MADE」としてシロクマやカモなどのHUMAN MADEのアイコニックなグラフィックが起用された。
2020年に米国で起きた黒人に対する暴力や人種差別の撤廃を訴える活動「Black Lives Matter」に共鳴した国内約20の人気ブランドとチャリティTシャツを製作。売上の利益すべてをブラックアメリカンコミュニティによる慈善団体に寄付している。また、山口県の大嶺酒造との協業で日本酒ブランド SAKE STORM COWBOYをファレル・ウィリアムスと共同プロデュースし、定期的に限定ボトルをリリースしている。

## 歴史
2010年に日本人デザイナーのNIGO®によって設立。
2011年8月に青山・キラー通り沿いに旗艦店「COLD COFFEE®」がオープン。古き良きヴィンテージショップのような佇まいの店内には、デジタル回線にカスタムされた黒電話やiPodが組み込まれたヴィンテージのジュークボックス、そしてオリジナルの木箱が積み上げられ、さながら昭和にタイムスリップしたかのような空間であった。
2013年2月、コカ・コーラ社の生誕125周年を記念して「HUMAN MADE x COCA COLA x BEAMS」による初のトリプルコラボ商品を発売。
2015年、ラフォーレ原宿1階にスーベニアショップのようなカウンター店舗「STORE by NIGO®」がオープン。（のちの2020年7月に「HUMAN MADE HARAJUKU」と名称を変えてリニューアル。）
2019年5月、京都市の有形文化財である1928年竣工のビル1階に、関西エリア初となる店舗「HUMAN MADE 1928」がオープン。
2019年11月、リニューアルを遂げた新生「渋谷パルコ」の1階に「HUMAN MADE SHIBUYA PARCO」がオープン。
2020年4月、「adidas Originals」とのコラボレーションシューズを発表。
2020年6月、「Black Lives Matter」のチャリティTシャツ製作を指揮。国内20以上の人気ブランドが賛同。
2020年6月、「LOUIS VUITTON」とNIGO®のコラボレーションで「LV MADE」としてアイコニックなグラフィックを採用。
2021年5月、「HUMAN MADE 1928」内に「BLUE BOTTLE COFFEE」との協業カフェコーナー及びコラボレーショングッズの販売をスタート。
2021年7月、表参道ヒルズ 同潤会3階にライフスタイルをテーマにしたショップ「HUMAN MADE GENERIC STORE」がオープン。
2021年7月、現代アーティスト KAWS とのカプセルコレクションを発表。
2021年7月、中目黒の旗艦店「HUMAN MADE OFFLINE STORE」が外苑前に移転リニューアル。「BLUE BOTTLE COFFEE」との協業カフェコーナーも併設。
2021年9月、世界的人気を誇るHIPHOPアーティスト、Lil Uzi Vertとのカプセルコレクションを発表。